# Henry Aldrich
Henry Aldrich   (Westminster, 15 de gener de 1648 - Oxford, 14 de desembre de 1710) va ser un teòleg, arquitecte, matemàtic i músic anglès.

## Vida i obra
Va néixer el gener de 1648 a Westminster fill de Henry i Judith Aldrich. El seu pare era en aquell temps oïdor del duc de York. Va estudiar al Westminster College fins al 1662, quan va ingressar al Christ Church College (Oxford) en el qual es va graduar el 1666 i va obtenir el màster el 1669. A partir d'aquesta data, va ser tutor del Christ Church College fins que el 1689 va ser nomenat degà, càrrec que va ocupar fins a seva mort el 1710. El Christ Church College és una institució especial a la universitat d'Oxford, ja que al seu interior hi ha la catedral de la diòcesi anglicana d'Oxford, i el degà del college és també ardiaca de la catedral; el college, en aquella època era governat pel degà i un capítol molt reduït, de forma força autocràtica.
Aquesta barreja de càrrecs docent i eclesiàstic va fer que escrivís diferents treballs teològics, desde un escrit de 1687 sobre l'eucaristia, en el qual defensava una postura de realisme moderat sobre la presència de Crist, fins a uns sermons de 1682 en contra d'algunes interpretacions sobre Julià l'Apòstata. Sempre va ser un defensor aferrissat de l'anglicanisme.
Però Aldrich va ser un polígraf, va escriure i treballar en diferents temes:

### Matemàtiques
Ja el 1674 va publicar Elementa Geometricae que li va valer que els seus col·legues el reconeguessin com un excel·lent matemàtic. Però el seu llibre més notable (i pel qual és més conegut) en aquest camp va ser Artis logicæ compendium (1691) que va esdevenir el llibre de text clàssic d'introducció a la lògica dels cent-cinquanta anys següents.

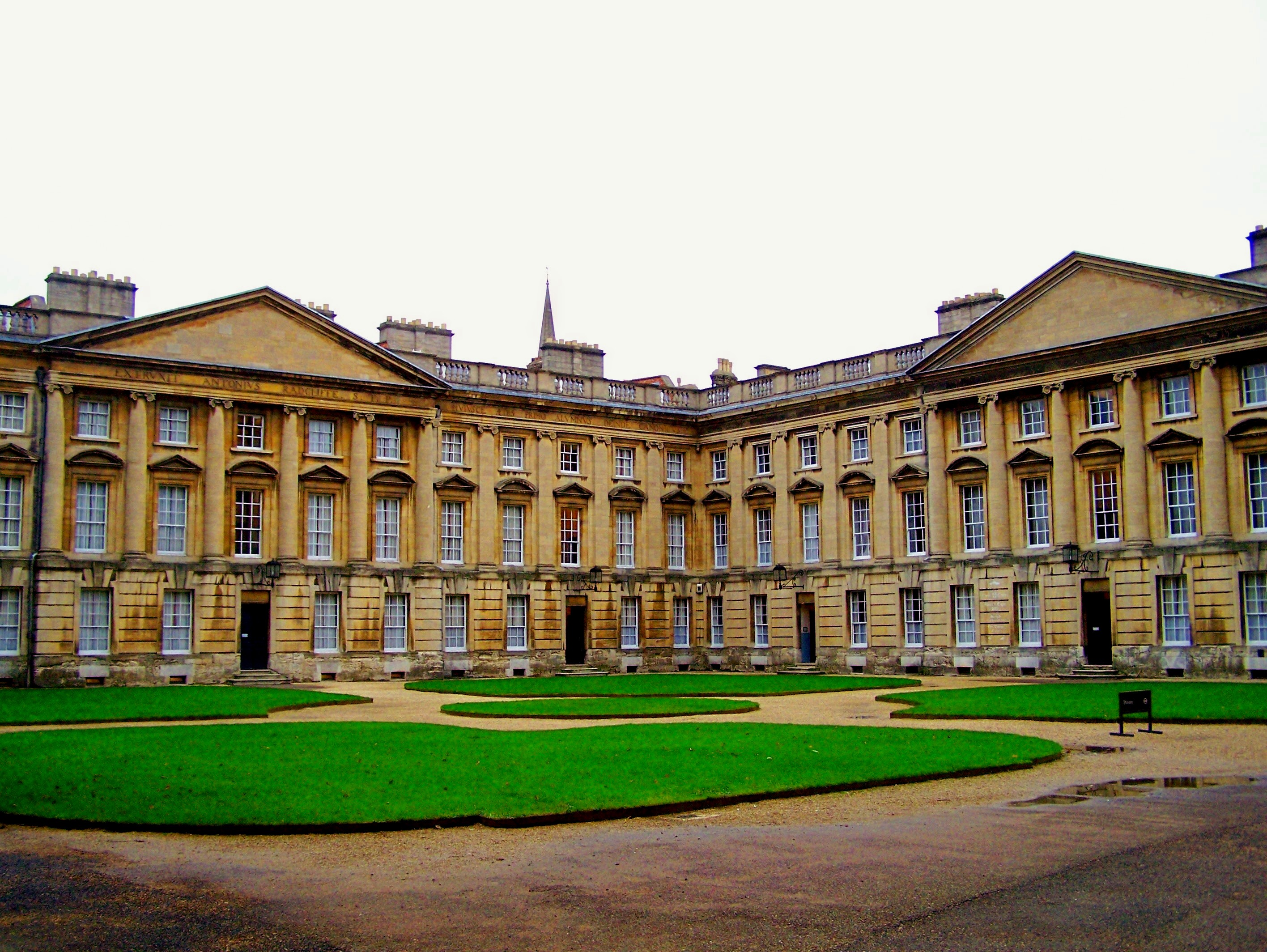
El Peckwater Quadrangle de la universitat d'Oxford.

### Arquitectura
Com arquitecte va ser un continuador de Christopher Wren i un predecessor de George Clarke. La seva arquitectura no era una simple reproducció acadèmica de l'art antic. Fins i tot va començar a escriure un tractat d'arquitectura civil i militar, del qual només va acabar les dues primeres parts de l'arquitectura civil, però que no es van publicar fins al 1789, amb el títol de Elementa Architecturae Civilis. Com que va ser un arquitecte amateur, és difícil saber quin va ser el seu paper en la construcció o reforma de diferents edificis. Les atribucions més segures son les del Peckwater Quadrangle del Chirst Church College (1707-1714) i l'església de Tots els Sants d'Oxford (1701-1710), però també se l'associa amb la construcció de la biblioteca del Queen's College (1693-1696) i amb la remodelació de la capella del Trinity College (1690's).

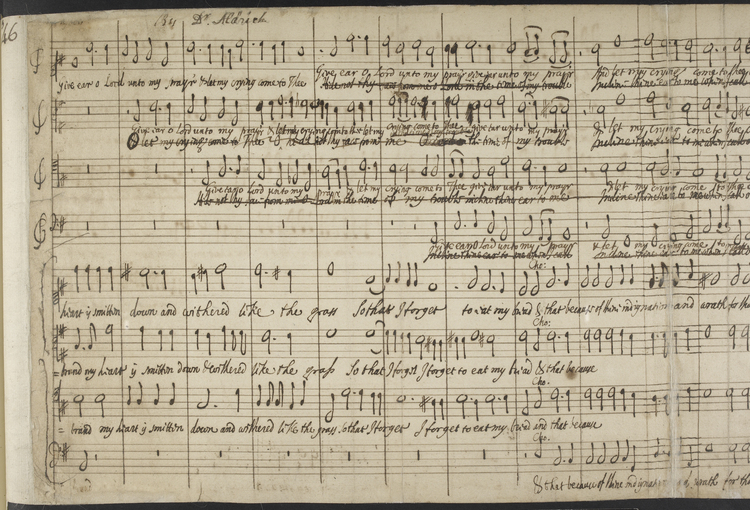
Pàgina manuscrita original del psalm 102, Give ear, O lord, conservada al Museu Britànic.

### Música
En el camp de la música, va ser un infatigable col·leccionista d'obres de compositors italians contemporanis. També va ser un entusiasta compositor i interpret de qualsevol mena de música. Va recomposar les músiques (motets i madrigals) de Pallestrina i de Carissimi, adaptant-los al gust anglès.
La seva col·lecció de partitures, encara conservada, conté més de vuit mil ítems, ell mateix va ser un hàbil compositor i va supervisar de forma molt estreta el cor de la catedral.
També sembla que va tenir passió per l'heràldica però el seu llibre d'aproximadament 1672 Epitome of Heraldry està perdut.